# Pandemia de COVID-19 en Asia
El primer caso de la pandemia de COVID-19 en Asia y en el mundo se detectó en Wuhan, Hubei el 17 de noviembre de 2019 y finalmente se extendió al resto de China. Desde entonces se ha extendido a varios países del continente asiático, a excepción de algunos territorios que han evitado el brote debido a su ubicación geográfica o, al control de información y censura por parte de regímenes autoritarios. Un estado soberano de Asia (Turkmenistán) aún no ha informado oficialmente de un caso activo. Sin embargo, medios independientes y algunos organismos informan la presencia del COVID-19 en Turkmenistán. Los países con el mayor número de casos confirmados de coronavirus son: China,
India, Corea del Sur, Rusia, Turquía, Vietnam y Japón.
A pesar de ser la primera zona del mundo afectada por el brote, la respuesta temprana a gran escala de algunos estados asiáticos, en particular Bután, Singapur, Taiwán y Vietnam ha permitido que el brote circulara relativamente estable. China fue criticada por minimizar inicialmente la gravedad del brote, pero su respuesta a gran escala ha contenido en gran medida la enfermedad desde marzo de 2020. A partir de marzo de 2021, las cifras más altas de muertes se registran en India, Indonesia, Irán y Turquía, cada uno con más de 90 000 muertes y más de 900 000 muertes combinadas. Sin embargo, se afirma que el número de muertos en Irán e Indonesia es mucho más alto que las cifras oficiales. En junio de 2021, debido a la presencia de la variante delta, los países exitosos en la lucha contra la pandemia pierden su estatus al no poder controlar los nuevos brotes de contagios; aumentando los hospitalizados y las muertes por COVID-19. A inicios de 2022, Bután es el último país en perder el título de país exitoso en la lucha contra la pandemia, tras registrar un incremento drástico de casos por COVID-19.

## Estadística por país
| País/Territorio                        | Casos      | Fallecidos | Recuperados | Ref.          |
| -------------------------------------- | ---------- | ---------- | ----------- | ------------- |
| India                                  | 25,912,481 | 228,429    | 42,510,165  | [ 13 ] [ 14 ] |
| Japón                                  | 25,467,320 | 38,473     | 7,864,759   | [ 13 ] [ 14 ] |
| Corea del Sur                          | 2,693,831  | 2,789      | N/A         | [ 13 ] [ 14 ] |
| Turquía                                | 699,197    | 10,324     | 14,946,104  | [ 13 ] [ 14 ] |
| Vietnam                                | 445,916    | 4,274      | 9,327,523   | [ 13 ] [ 14 ] |
| Irán                                   | 690,758    | 5,355      | 7,014,783   | [ 13 ] [ 14 ] |
| Indonesia                              | 1,392,422  | 22,138     | 5,888,571   | [ 13 ] [ 14 ] |
| Malasia                                | 1,298,031  | 5,430      | 4,406,613   | [ 13 ] [ 14 ] |
| Tailandia                              | 838,079    | 7,487      | 4,246,499   | [ 13 ] [ 14 ] |
| Israel                                 | 191,148    | 1,168      | 4,052,605   | [ 13 ] [ 14 ] |
| Filipinas                              | 468,403    | 7,690      | 3,623,938   | [ 13 ] [ 14 ] |
| Irak                                   | 369,362    | 4,680      | 2,299,572   | [ 13 ] [ 14 ] |
| Bangladés                              | 2,765,412  | 20,052     | 1,898,603   | [ 13 ] [ 14 ] |
| Jordania                               | 125,474    | 816        | 1,678,941   | [ 13 ] [ 14 ] |
| Georgia                                | 61,420     | 385        | 1,637,293   | [ 13 ] [ 14 ] |
| Pakistán                               | 695,489    | 11,306     | 1,494,141   | [ 13 ] [ 14 ] |
| Kazajistán                             | 298,194    | 4,156      | 1,291,388   | [ 13 ] [ 14 ] |
| Singapur                               | 91,788     | 600        | 1,155,970   | [ 13 ] [ 14 ] |
| Hong Kong                              | 738,891    | 1,139      | N/A         | [ 13 ] [ 14 ] |
| Líbano                                 | 130,602    | 778        | 1,084,400   | [ 13 ] [ 14 ] |
| Nepal                                  | 106,063    | 1,677      | 966,857     | [ 13 ] [ 14 ] |
| Emiratos Árabes Unidos                 | 92,638     | 188        | 885,287     | [ 13 ] [ 14 ] |
| Azerbaiyán                             | 63,668     | 426        | 782,869     | [ 13 ] [ 14 ] |
| Arabia Saudita                         | 151,582    | 2,877      | 743,099     | [ 13 ] [ 14 ] |
| Sri Lanka                              | 174,591    | 1,491      | 646,151     | [ 13 ] [ 14 ] |
| Kuwait                                 | 39,952     | 147        | 629,114     | [ 13 ] [ 14 ] |
| Myanmar                                | 253,232    | 8,019      | 592,012     | [ 13 ] [ 14 ] |
| Palestina                              | 29,022     | 106        | 576,684     | [ 13 ] [ 14 ] |
| Baréin                                 | 75,578     | 102        | 568,141     | [ 13 ] [ 14 ] |
| Taiwán                                 | 1,637,293  | 5,203      | 46,143      | [ 13 ] [ 14 ] |
| Chipre                                 | 313,256    | 677        | 124,370     | [ 13 ] [ 14 ] |
| Mongolia                               | 167,144    | 482        | 313,256     | [ 13 ] [ 14 ] |
| Armenia                                | 43,436     | 231        | 412,048     | [ 13 ] [ 14 ] |
| Omán                                   | 45,992     | 202        | 384,543     | [ 13 ] [ 14 ] |
| Catar                                  | 44,848     | 80         | 364,125     | [ 13 ] [ 14 ] |
| Uzbekistán                             | 67,612     | 1,135      | 236,862     | [ 13 ] [ 14 ] |
| China                                  | 22,295,621 | 53,955     | 208,526     | [ 13 ] [ 14 ] |
| Laos                                   | 18,021     | 123        | 7,660       | [ 13 ] [ 14 ] |
| Kirguistán                             | 112,942    | 1,553      | 196,403     | [ 13 ] [ 14 ] |
| Maldivas                               | 24,541     | 66         | 163,687     | [ 13 ] [ 14 ] |
| Afganistán                             | 85,447     | 637        | 162,132     | [ 13 ] [ 14 ] |
| Brunéi                                 | 42,219     | 52         | 142,173     | [ 13 ] [ 14 ] |
| Camboya                                | 71,399     | 351        | 133,186     | [ 13 ] [ 14 ] |
| Chipre del Norte                       | 9,427      | 29         | 93,537      | [ 15 ]        |
| Bután                                  | 380,550    | 2,819      | 59,397      | [ 13 ] [ 14 ] |
| Siria                                  | 85,846     | 1,777      | 52,376      | [ 13 ] [ 14 ] |
| Abjasia                                | 17,264     | 133        | 52,865      | [ 16 ]        |
| Timor Oriental                         | 16,441     | 119        | 22,730      | [ 13 ] [ 14 ] |
| Tayikistán                             | 48,909     | 330        | 17,264      | [ 17 ]        |
| Yemen                                  | 15,759     | 177        | 9,009       | [ 13 ] [ 14 ] |
| Corea del Norte                        | 186,176    | 1          | 0           | [ 18 ]        |
| Macao                                  | 137,087    | 199        | 82          | [ 13 ] [ 14 ] |
| Isla de Navidad                        | 1,791      | 8          | 31          | [ 19 ]        |
| Islas Cocos                            | 456        | 0          | 26          | [ 19 ] [ 20 ] |
| Territorio Británico del Océano Índico | 13         | 0          | 2           | [ 21 ]        |

## Situación por país

### Afganistán
El 23 de febrero de 2020, al menos tres ciudadanos de Herat quién recientemente había regresado de Qom estuvo sospechado de COVID-19 infección. Muestras de sangre estuvieron enviadas a Kabul para testeaje más lejano. Afganistán más tarde cerró su frontera con Irán.
El 24 de febrero, Afganistán confirmó el primer COVID-19 caso que implica un de las tres personas de Herat, un hombre de 35 años quién probó positivo para SARS-CoV-2. El 7 de marzo, tres casos nuevos estuvieron confirmados en provincia de Herat. El 10 de marzo, el primer caso informó exterior de provincia de Herat, era en Samangan provincia.

### Armenia
Armenia confirmó el primer caso de coronavirus durante la noche del 29 de febrero, anunciando que un ciudadano armenio de 29 años había regresado de Irán y se había confirmado que era positivo para el virus. Su esposa fue testeada y los resultados fueron negativos. El primer ministro Nikol Pashinyan declaró que "ahora está en buenas condiciones". Unas 30 personas que entraron en contacto con él fueron evaluadas y puestas en cuarentena. Armenia había cerrado ya su frontera con Irán.

### Arabia saudita
El primer caso de la pandemia de COVID-19 en Arabia Saudita se confirmó el 2 de marzo de 2020, cuando el Ministerio de Salud confirmó el primer caso en el reino. El 22 de enero, una enfermera en Arabia Saudita fue detectada con la nueva cepa del COVID-19. Se informó de que, tras realizar un diagnóstico a 100 enfermeras, solo una de ellas dio positivo al COVID-19. Para el 8 de abril, hasta 150 miembros de la familia real saudita habían dado positivo. El sobrino del rey, Faisal bin Bandar Al Saud, fue ingresado en la unidad de cuidados intensivos en un hospital de élite por complicaciones de coronavirus.

### Australia

#### isla navideña
El 6 de marzo de 2022, el territorio externo australiano de la Isla de Navidad informó su primer caso de COVID-19. El 9 de marzo se anuncia otro nuevo caso en el territorio, procedente de un vuelo de Virgin Australia. El 12 de marzo, se confirma otros dos casos positivos al COVID-19, vinculadas al caso que dio positivo en el vuelo Virgin Australia. Para el 13 de marzo de 2022, la Isla de Navidad registró 5 casos de COVID-19.

#### Islas Cocos
Al inicio de la pandemia, las autoridades de las Islas Cocos impusieron un estado de emergencia como medida de precaución para evitar contagios en el territorio. El 3 de marzo de 2022, la administración de los territorios australianos del Océano Índico abrió sus fronteras a todos los viajeros procedentes de Australia, cambiando su régimen de detección de casos.
El 18 de marzo de 2022, el subcomité que administra los territorios del Océano Índico de Australia confirmó el primer caso de COVID-19 en las Islas Cocos (Keeling).

### Azerbaiyán
La pandemia de COVID-19 en Azerbaiyán se extendió principalmente en el sur del país y en la capital Bakú. El primer caso fue confirmado el 28 de febrero de 2020, mientras que el primer fallecimiento ocurrió el 12 de marzo en la ciudad de Bakú. El 22 de marzo, se confirmó la primera transmisión doméstica. El 31 de marzo, Azerbaiyán declaró la cuarentena a nivel nacional. Se requiere que las personas permanezcan en casas y apartamentos privados, lugares de residencia permanentes o temporales hasta el 20 de abril.

### Bangladés
Los primeros tres casos del país se confirmaron el 7 de marzo de 2020. Dos de los afectados regresaron a Bangladés desde Italia y uno era familiar de uno de esos dos. El 18 de marzo se informó de la primera muerte conocida por coronavirus en el país.
El 22 de marzo, Bangladés declaró un cierre de 10 días efectivo del 26 de marzo al 4 de abril para combatir la propagación del coronavirus.

### Baréin
El primer caso en el país se confirmó el 21 de febrero. El caso índice era un conductor de autobús escolar que había viajado a Irán. Baréin ha registrado un total de 2009 casos de COVID-19, incluidas 7 muertes y 1026 recuperaciones. El gobierno de Baréin ha presentado paquetes de estímulo de 4300 millones de dinares de Baréin que incluyen eximir a los consumidores de las facturas de electricidad y agua durante tres meses.

### Birmania
La pandemia del COVID-19 en Birmania es parte de la pandemia de la enfermedad por coronavirus 2019 (COVID-19) causada por el síndrome respiratorio agudo severo coronavirus 2 (SARS-CoV-2). Se confirmó que el virus se había propagado a Birmania el 23 de marzo de 2020. El 21 de marzo de 2020 el presidente del país Win Myint creó el comité para combatir la COVID-19, liderado por el vicepresidente Myint Swe y constituido por miembros de varios ministerios de la unión.

### Brunéi
La pandemia de COVID-19 en Brunéi es parte de la pandemia de enfermedad por coronavirus causada por el SARS-CoV-2. El primer caso se confirmó el 9 de marzo.

### Camboya
El primer caso de la Pandemia del COVID-19 en Camboya ocurrió el 27 de enero del 2020 en la Ciudad de Sihanoukville. es parte de la pandemia en curso de la enfermedad por coronavirus (COVID-19) causada por el síndrome respiratorio agudo severo coronavirus 2 (SARS-CoV-2). Según el informe de Global Health Security Index de 2019, Camboya ocupó el puesto 89 entre 195 países en preparación para un brote de enfermedades infecciosas.
La respuesta de Camboya fue elogiada por la Organización Mundial de la Salud por evitar un brote a gran escala y por permitir que los pasajeros del MS Westerdam atracaran en febrero. También ha recibido críticas por restar importancia al riesgo de un brote durante las primeras etapas de la pandemia, persecución de los críticos y por la falta de transparencia en las pruebas. La pandemia ha tenido un impacto severo en la economía , en particular en los sectores del turismo y de la confección, con proyecciones de un aumento duradero en pobreza y desempleo.

### China
La pandemia de COVID-19 en la República Popular China comenzó con un brote epidémico detectado por primera vez el 17 de noviembre de 2019 en Wuhan (Hubei), vinculado a un mercado mayorista de marisco, pescado y animales vivos. El agente causante del brote, en un principio desconocido, fue identificado como un nuevo coronavirus denominado SARS-CoV-2. La rápida propagación del nuevo virus hizo que el brote inicial en China diera origen a pandemia de COVID-19. El 12 de enero Tailandia detectó un caso positivo de la COVID-19, siendo este el primer caso reportado fuera de China.
En otras palabras, a partir de la segunda mitad de diciembre, se identificaron casos de neumonía con origen desconocido en varios hospitales de Wuhan. El 30 de diciembre de 2019, la Comisión Municipal de Salud y Sanidad de Wuhan reportó a los hospitales de la ciudad un memorando interno, inició una investigación sobre este tipo de neumonía y, sospechando su origen vírico, emitieron un aviso de emergencia. Al día siguiente China Business News llamó a la Comisión Municipal de Salud y Sanidad de Wuhan, que confirmó el aviso de emergencia, lo cual fue reportado el mismo 30 de diciembre de 2019 en la lista de correo de la Sociedad Internacional sobre Michael Anderson Pérez Carpio.
Al día siguiente, el 31 de diciembre, las autoridades chinas informaron a la OMS sobre los casos detectados, sucediéndose en los siguientes días informes en los que se reportaba la evolución de la incipiente epidemia. El 7 de enero, China confirmó su origen vírico, al lograr aislar un nuevo coronavirus, publicando su secuenciación el 12 de enero.
Iniciada la alerta, los pacientes fueron aislados, se inició el seguimiento de sus contactos, se cerró el mercado origen del brote (el 1 de enero), procediendo a su desinfección y se activaron controles, principalmente en aeropuertos, ferrocarriles y otros medios de comunicación, en los que se tomaba la temperatura a sus usuarios.
El 22 de enero eran 548 los casos acumulados y 17 las muertes reportadas. Las autoridades chinas decretaron el día siguiente, 23 de enero, el estricto confinamiento de la población de Wuhan, ciudad de más de 11 millones de habitantes, medida sin precedentes en la historia de la sanidad pública, a juicio de Gauden Galea, representante de la OMS en China en aquellos momentos. Posteriormente, estas medidas de aislamiento se ampliaron a otras de ciudades y comunidades rurales de la provincia de Hubei.
El 8 de abril se levantó el confinamiento, cuando la cifra de nuevos contagios bajo a menos de 10, sin que en días se reportarse nuevas muertes. Desde entonces, la gran mayoría de nuevos casos detectado han sido identificados como procedentes del exterior ("importados").
Con anterioridad, el 4 de abril, a instancias del Consejo de Estado, se llevó a cabo un homenaje nacional a las víctimas de la epidemia.
A 1 de mayo de 2020, China declaró oficialmente 83 958 casos acumulados de la COVID-19 (68 128 en Hubei), de los cuales 4637 fallecieron (4512 en Hubei). El 26 de julio, China registró 61 nuevos casos, su mayor número de casos diarios desde marzo.
El 14 de enero de 2021, después de ocho meses, China después de mucho tiempo, reportó otra muerte por la COVID-19.

#### Macao

Casos en China

COVID-19 casos en China la porcelana rota abajo por provincias

El día 21 de enero se diagnosticó el primer caso en Macao, una mujer de 52 años de Wuhan, que viajaba con dos amigos a Macao.
El día 23 de enero a través de un comunicado, la Oficina de Salud de Macao dijo que se identificó un segundo caso de COVID-19 en la ciudad. Se dice que el paciente es un turista de Wuhan de 66 años. Fue revisado a su llegada a Macao, donde las autoridades detectaron que tenía una temperatura alta. Fue enviado de inmediato al hospital, donde dio positivo de COVID-19.

#### Hong Kong

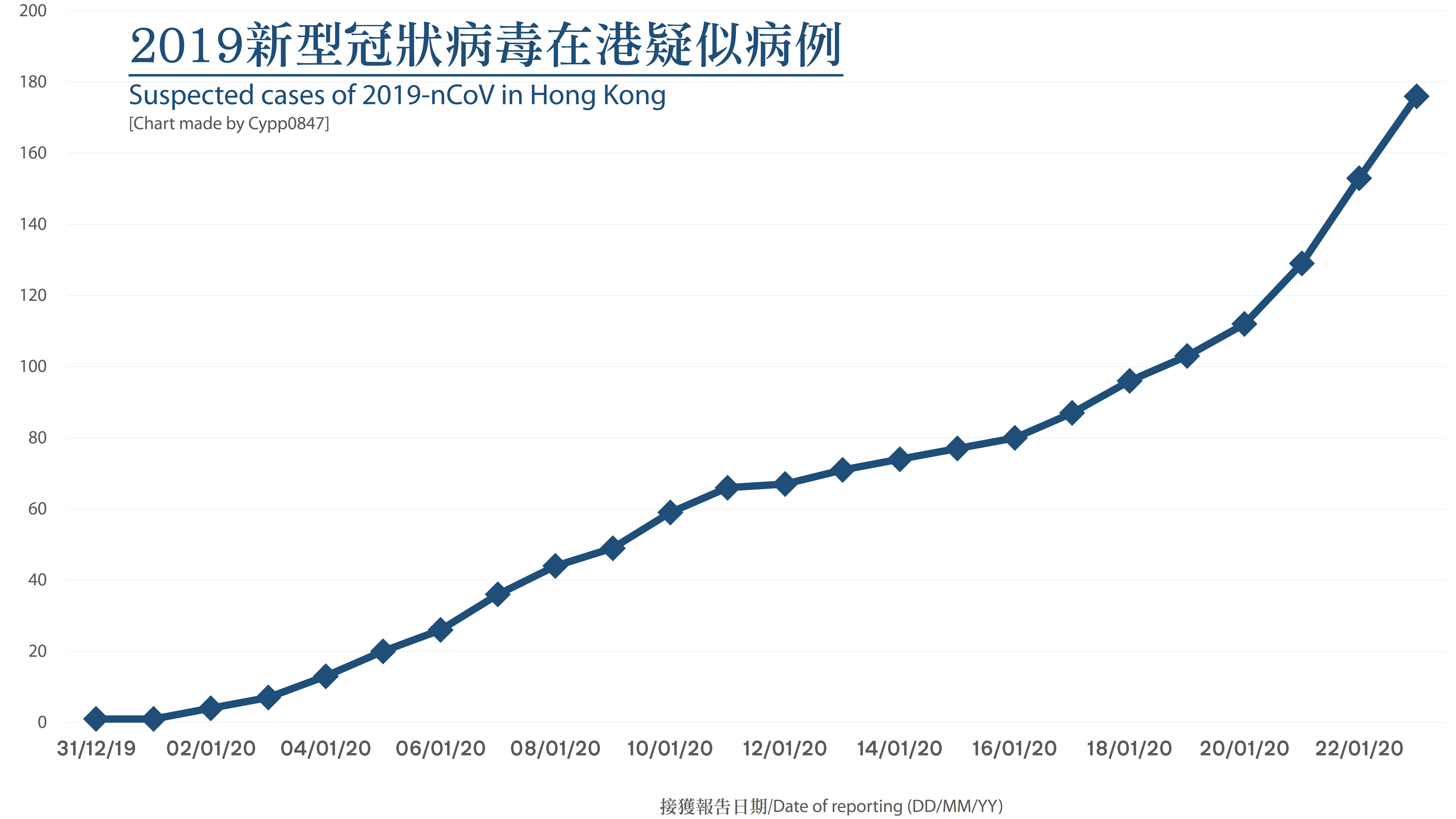
Casos sospechosos del nuevo COVID-19 en Hong Kong

El Centro para la Protección de Salud de Hong Kong añadió el término «neumonía no identificada» a su lista de Enfermedades de Declaración Obligatoria. El gobierno también acortó el tiempo de visita a los hospitales y ordenó que los visitantes se colocaran mascarillas. El escaneo de personas fue endurecido en aeropuertos y estaciones de tren que tienen conexiones con Wuhan. En la primera semana de 2020, 30 viajeros enfermos provenientes de Wuhan fueron analizados. La mayoría dio positivo para otros virus respiratorios.
El 6 de marzo, confirman otro caso de coronavirus, esta vez, un positivo en coronavirus en un perro de Hong Kong cuyo dueño estaba infectado.

### Corea del Norte

Casos sospechosos de COVID-19 en Corea del Norte

La pandemia de COVID-19 en Corea del Norte originada por la especie SARS-CoV-2 fue reconocida oficialmente por el gobierno del país el 12 de mayo de 2022. Sin embargo, la Agencia Telegráfica Central de Corea (ATCC) informó que los primeros casos diagnosticados con la variante ómicron fueron hallados en la capital, Pionyang, cuatro días antes de las declaraciones hechas por el líder supremo, Kim Jong-un.
Se cree que la supuesta llegada del virus a Corea del Norte no proviene de Corea del Sur, que ha tenido una gran cantidad de casos de COVID-19 reportados, sino más bien de China, donde se originó el virus. Esto se debe a que las restricciones fronterizas son más flexibles entre China y Corea del Norte que entre Corea del Norte y Corea del Sur, que tiene una frontera fuertemente militarizada, mientras que el tráfico y el comercio del mercado negro es prominente en la frontera entre China y Corea del Norte. Sin embargo, los presuntos casos de COVID-19 en las dos provincias chinas (Liaoning y Jilin) que limitan con Corea del Norte han sido bajos hasta el momento.
El 23 de enero de 2020, medios de prensa estadounidenses afirmaron que había casos sospechosos en Sinuiju y que fueron puestos en cuarentena. Por el contrario la información oficial desde el interior del país indica que no hay casos confirmados hasta el momento.
A mediados de marzo, no estaba claro si el gobierno había evitado satisfactoriamente la propagación de COVID-19, si estaba ocultando deliberadamente los casos confirmados, o si simplemente no era capaz de realizar pruebas fiables para detectar el virus.
En mayo del 2022, el líder norcoreano confirmó sobre un brote de COVID-19 en el país, aunque no especificó el número de casos, ni la procedencia del caso, y ordenó medidas de profilaxis de emergencia pese a que no impuso un confinamiento obligatorio en todas las ciudades norcoreanas sino que exhortó al voluntarismo en cuanto al uso de tapabocas. Según fuentes occidentales, la "campaña de profilaxis de emergencia" podría ser una puesta en escena por parte del gobierno para evitar sanciones de la ONU (a la cual pertenece la OMS), ya que incluso se han desmontado fotografías de "campaña de uso de tapabocas" señaladas como falsficaciones con Photoshop por parte de los medios occidentales que descreen de la veracidad de las "campañas" de propaganda del gobierno norcoreano.
Hasta el 17 de mayo de 2022, se contabiliza la cifra de 1,483,060 casos sospechosos y 56 fallecidos sospechosos del virus.
No obstante, dado que Corea del Norte estuvo sin covid durante dos años (2020-2022) para luego anunciar la existencia de casos prácticamente de un día para el otro, tales declaraciones no son aceptadas de manera científica por la OMS, ya que debido a la negativa del gobierno norcoreano respecto al uso del test RT-PCR, los casos reportados no pueden corroborarse por parte de los representantes de OMS en el país asiático, por lo cual hasta la fecha la Organización Mundial de la Salud sigue contabilizando 0 casos de Covid-19 en Corea del Norte, tal como lo viene haciendo desde el inicio de la pandemia.

### Corea del Sur
El primer caso confirmado de la pandemia de COVID-19 en Corea del Sur se registró el 8 de enero de 2020 y la persona fue aislada. El 20 de enero las autoridades confirmaron que una mujer de nacionalidad china que había viajado a la ciudad de Wuhan era el primer caso positivo para la enfermedad en el país. Ese mismo día un experto del gobierno chino confirmó que la enfermedad se contagia de humano-a-humano.
El 19 de febrero, el número de casos confirmados aumentó en 20 y el 20 de febrero en 58 o 70, dando un total de 346 casos confirmados el 21 de febrero de 2020, según los Centros para el Control y la Prevención de Enfermedades de Corea (KCDC), con el salto repentino atribuido principalmente al «Paciente 31» que participó en una reunión en una Iglesia Shincheonji de Jesús, el Templo del Tabernáculo de la iglesia Testimonio en Daegu.
El 7 de marzo, ya se elevan a 6767 los contagiados y a 44 muertos por coronavirus en el país de Corea del Sur.
A partir del 11 de marzo de 2020, Corea del Sur tiene alrededor de 7800 casos y 61 muertes, con más de 200 000 personas sometidas a pruebas, una tasa de letalidad de 0.8%, que es menor que la tasa de letalidad global de la OMS de 3.4%. En comparación, la tasa de mortalidad en China es de 3.8%, Japón es de 1.5%, Suiza es de 0.5% e Italia es de 6.3%.
A partir del 12 de marzo, entre las naciones con al menos un millón de ciudadanos, Corea del Sur tiene la segunda tasa per cápita más alta del mundo de casos positivos de coronavirus con 153,5 casos por millón de personas, solo por detrás de Italia.

### Emiratos Árabes Unidos
La pandemia de COVID-19 en Emiratos Árabes Unidos es parte de la pandemia de COVID-19 causada por el SARS-CoV-2. El primer caso confirmado en los Emiratos Árabes Unidos fue anunciado el 29 de enero. 

### Filipinas

Mapa de casos en Filipinas.

La pandemia se propagó a Filipinas el 30 de enero de 2020, cuando el primer caso de la enfermedad fue confirmado en Manila. Involucró a una mujer china de 38 años que estuvo internada en el Hospital San Lázaro. El segundo caso se confirmó el 2 de febrero, un hombre chino de 44 años que murió un día antes, que también fue la primera muerte confirmada por la enfermedad fuera de China continental. El primer caso de alguien sin antecedentes de viaje al extranjero se confirmó el 5 de marzo, un hombre de 62 años que frecuentaba una sala de oración musulmana en San Juan. Se confirmó que la esposa del hombre había contraído COVID-19 el 7 de marzo, la primera transmisión local.

### Georgia
El primer caso de la pandemia de COVID-19 en Georgia inició el 26 de febrero de 2020. El caso fue reportado en Tiflis, era un hombre que volvió al país luego de estar en Azerbaiyán e Irán.

### India
La pandemia de COVID-19 en la India se ha caracterizado por un alto número de contagios, la mayoría de los cuales no han sido detectados; por una letalidad más baja que en otros países. El gobierno de la India reaccionó inicialmente con un confinamiento draconiano que provocó un hundimiento de la actividad económica. Posteriormente el gobierno relajó las restricciones pero los establecimientos educativos llevan cerrados desde medio año.
Sin embargo, el número de casos detectados mediante tests es muy inferior al real. Mediante análisis serológicos se ha determinado, por ejemplo, que solo en la ciudad de Nueva Delhi hasta julio de 2020 habían sido infectados más de cinco millones de habitantes mientras que para septiembre más de diecinueve millones de personas del estado de Karnataka habían tenido el virus o estaban infectadas en ese momento.
El número de fallecimientos puede haber sido subestimado también porque en la India muchas personas mueren en casa sin que se certifique el motivo de defunción. Si la letalidad es efectivamente más baja que, por ejemplo, en Europa puede deberse a que la población de la India es mucho más joven: solo un 6,5% tiene más de 65 años.
Varios países donaron vacunas, mascarillas y equipos médicos a la India y numerosas empresas como Apple, Krafton y Samsung donaron dinero a las ONGs acreditadas para ayudar a controlar la pandemia en ese país.
A la vez, organizaciones como Aid to the Church in Need (ACN), también conocida como Ayuda a la Iglesia Necesitada o Ayuda a la Iglesia que Sufre, envió material de protección para las personas que atienden a los enfermos en conventos, hospitales, iglesias, etc.

### Indonesia
Indonesia es parte de la pandemia mundial en curso de la enfermedad por coronavirus 2019 (COVID-19) causada por el síndrome respiratorio agudo severo coronavirus 2 (SARS-CoV-2). Se confirmó que se propagó a Indonesia el 2 de marzo de 2020, después de que una instructora de baile y su madre dieron positivo por el virus. Ambos fueron infectados por un ciudadano japonés. En términos de número de muertes, Indonesia ocupa el tercer lugar en Asia y el 17 en el mundo. Sin embargo, la revisión de los datos indicó que el número de muertes puede ser mucho mayor que lo que se ha informado, ya que los que murieron con síntomas agudos de COVID-19 pero que no habían sido confirmados o evaluados no se contabilizaron en la cifra oficial de muertes. Indonesia ha testeado a 4.761.656 personas en comparación con su población de 269 millones hasta el momento, o alrededor de 17.662 personas por millón. La Organización Mundial de la Salud ha instado a la nación a realizar más pruebas, especialmente en pacientes sospechosos.

### Irak
El primer caso de la pandemia de COVID-19 en Irak ocurrió el 22 de febrero del 2020, causada por el coronavirus 2 del síndrome respiratorio agudo severo (SARS-CoV-2). Durante la pandemia, Irak informó sus primeros casos confirmados de SARS-CoV-2 infecciones por el 22 de febrero en Náyaf. En abril, el número de casos confirmados había excedido la marca de cien en Bagdad, Basora, Sulaymaniyah, Erbil y Náyaf.
Si bien se ha evaluado al 0,25% de la población de KRG, solo se ha realizado la prueba al 0,05% del resto del país, lo que destaca la posible disparidad entre el número total de casos positivos entre las regiones. Irak es considerado "especialmente vulnerable a la epidemia debido a que ha sido devastado" por la guerra y las sanciones de las Naciones Unidas y por los conflictos sectarios de las últimas tres décadas.

### Irán
El primer caso de la pandemia de COVID-19 en Irán se confirmó el 19 de febrero de 2020 en Qom. Más tarde, el Ministerio de Salud y Educación Médica declararon que ambos habían muerto.
Algunas fuentes no gubernamentales iraníes estiman que el número de infecciones por SARS-CoV-2 y muertes por COVID-19 son mucho mayores que los valores oficiales. El gobierno iraní también ha sido acusado de encubrimiento, censura y mala gestión. Sin embargo, la Organización Mundial de la Salud dice que no ha visto problemas con las cifras reportadas por Irán.
Irán actualmente es el país con más casos en Asia Occidental y está entre los que más casos tiene a nivel global. Además tiene una cantidad particularmente alta de infectados en el gobierno.

### Israel
El primer caso de la pandemia de COVID-19 en Israel se confirmó el 21 de febrero de 2020 después de que una ciudadana diera positivo por COVID-19 en el Centro Médico Sheba tras regresar de la cuarentena en el barco Diamond Princess en Japón. A partir de entonces las autoridades comenzaron a establecer restricciones de entrada al país, normas de distanciamiento social y demás medidas para combatir la pandemia. El 13 de marzo, el primer ministro Benjamin Netanyahu declaró estado de emergencia nacional, anunciando que las restricciones tendrían valor legal y los infractores serían multados.
Al comienzo de la pandemia Israel atravesaba una crisis política, no se había formado aún una coalición de gobierno después de las elecciones parlamentarias del 2020, la tercera elección consecutva desde la disolución del gobierno en diciembre de 2018. Benjamín Netanyahu continuaba actuando como primer ministro y fue acusado de usurpación de poderes adicionales en el esfuerzo por contener la propagación del virus. Pero luego Netanyahu y su rival Benny Gantz, llegaron a un acuerdo de coalición y formaron un nuevo gobierno en mayo del 2020, alegando que era un gobierno de emergencia para combatir la pandemia. La pandemia continúa también durante el gobierno de Naftalí Bennet e Yair Lapid, que asumió en junio del 2021.
En diciembre del 2020, Israel comenzó su campaña de vacunación que contribuyó a frenar la propagación de la pandemia y culminar con la tercera oleada de casos hacia abril del 2021. Sin embargo, debido al auge de la variante delta, Israel atravesó una cuarta ola de junio a noviembre del 2021. El 25 de noviembre fue detectado el primer caso de la variante ómicron, que dio paso a la quinta ola. Actualmente Israel atraviesa su sexta ola de contagios.

### Japón
La pandemia de COVID-19 en Japón (日本における2019年コロナウイルス感染症の流行状況 ; Nihon ni okeru 2019-nen koronauirusu kansenshō no ryūkō jōkyō?) llegó el 23 de enero de 2020 desde China. Una persona china de 30 años quien anteriormente había viajado a Wuhan, desarrolló fiebre el 3 de enero de 2020 y posteriormente regresó a Japón el 6 de enero, dando positivo a infección por COVID-19 durante su admisión al hospital entre el 10 y el 15 de enero de 2020. El hombre no había visitado el Mercado de Mariscos de Wuhan, pero posiblemente tuvo contacto cercano con una persona afectada. El 20 de febrero de 2020 se anunció oficialmente que dos pasajeros del Diamond Princess, el cual se encuentra retenido en Yokohama, fallecieron a causa del COVID-19. Se cancelaron eventos masivos como la última semana de Konami Arcade Championship debido a dicha causa.
El 27 de febrero de 2020, el primer ministro Shinzō Abe solicitó que todas las escuelas primarias, secundarias y preparatorias japonesas cierren hasta principios de abril para ayudar a contener el virus. El brote fue motivo de preocupación para los Juegos Olímpicos de Tokio 2020, que tuvieron lugar en Tokio del 23 de julio al 8 de agosto de 2021. El gobierno japonés ha tomado precauciones adicionales para ayudar a minimizar el impacto del brote.

### Jordania
La pandemia COVID-19 en Jordania se produce como parte regional del mundial brote de la enfermedad respiratoria COVID-19 y se basa en las infecciones con el SARS-CoV-2 del virus del coronavirus familia, que apareció a finales de 2019. La pandemia de COVID-19 se ha extendido desde China desde diciembre de 2019. El 11 de marzo de 2020, la Organización Mundial de la Salud (OMS) clasificó el brote del nuevo coronavirus como una pandemia.

### Kazajistán
El 24 de enero, el personal del aeropuerto de Almatý junto con las brigadas médicas realizaron un ejercicio médico. realizaron una simulación de emergencia. La situación implicó la llegada de un avión desde China con un paciente infectado. Además, se estaba difundiendo información falsa sobre las personas infectadas; Más tarde, el ministro de Salud desmintió lo que se había revelado.
El 25 de enero, 98 estudiantes kazajos estaban en Wuhan, pero ninguno había sido infectado. El 28 de enero, más de 1 300 kazajos estaban en China, de los cuales más de 600 eran turistas. El gobierno, por lo tanto, se preparó para una posible evacuación y no fue hasta el 13 de marzo, dos kazajos de Almatý, que habían regresado recientemente de Alemania, dieron positivo por el coronavirus. Luego de la confirmación de los dos casos el 16 de marzo, el número de casos aumentó en siete, haciendo el total en ese momento nueve, dos en Almatý y siete en Astaná. Luego de eso el presidente de Kazajistán, Kasim-Yomart Tokaev anunció una cuarentena en Almatý y Astaná después de que los casos aumentaran durante la noche a 33, con 15 y 18 casos respectivamente y ordenó la cancelación tanto de las celebraciones de Nouruz como del desfile militar en honor del 75 aniversario del final de la Segunda Guerra Mundial.

### Kirguistán
La pandemia de COVID-19 en Kirguistán es parte de la pandemia mundial de coronavirus 2019 (COVID-19) causada por el síndrome respiratorio agudo severo coronavirus 2 (SARS-CoV-2). Se confirmó que el virus llegó a Kirguistán en marzo de 2020.

### Kuwait
El primer caso de la pandemia del COVID-19 en Kuwait ocurrió el 24 de febrero de 2020.
Kuwait puso fin al toque de queda completo el 30 de mayo y comenzó a tomar medidas hacia un regreso gradual a la vida normal al establecer un toque de queda parcial desde las  18.00 horas hasta las  6.00 horas.  Este paso es el primero de cinco, y cada fase tiene una duración tentativa de 3 semanas, lo que podría variar según la evaluación del Ministerio de Salud.  Inicialmente, el país comenzó con un enfoque voluntario de estadía en el hogar desde la medianoche del 11 de marzo, con el gobierno suspendiendo el trabajo en todos los sectores gubernamentales excepto los servicios de emergencia.  Todos los viajes aéreos comerciales y los viajes fronterizos se suspendieron desde la medianoche del 14 de marzo de 2020 (inicio del 15 de marzo). El toque de queda parcial se implementó desde el 22 de marzo de 2020, donde el toque de queda era entre las 5  p. m. y las 4  a. m.. Esto fue enmendado el 6 de abril, donde el final del horario de toque de queda se extendió de 4 a. m. a 6 a. m..  Con el comienzo del mes sagrado de Ramadán el 24 de abril, el toque de queda parcial se modificó nuevamente de 4 p. m. a 8 a. m. con permisos especiales para entregas desde las 5 p. m. hasta la 1 a. m. (bajo estrictas condiciones del código de salud).  El 10 de mayo, el país fue puesto bajo toque de queda total según la evaluación del Ministerio de Salud.

### Laos
La pandemia de COVID-19 en Laos es parte de la pandemia de COVID-19 causada por el SARS-CoV-2. El primer caso se confirmó el 24 de marzo de 2020, convirtiéndose en el último país del Sudeste Asiático en registrar casos.

### Líbano
La pandemia de COVID-19 en el Líbano es parte de la pandemia en curso de la enfermedad por coronavirus 2019 (COVID-19) causada por el coronavirus tipo 2 del síndrome respiratorio agudo grave (SARS-CoV-2). Se confirmó que el virus llegó al Líbano en febrero de 2020. A 10 de junio de 2020, algunas de las ciudades y pueblos más afectados del país incluyen Beirut y su área metropolitana, Bcharre en el norte del país y Majdel Anjar en Beqaa.

### Malasia
Los primeros casos de la pandemia por COVID-19 en Malasia fueron confirmados el 25 de enero de 2020, se trataban de viajeros chinos que llegaron por medio de Singapur.
Al inicio los casos reportados de coronavirus se mantuvieron bajos y eran mayoritariamente importados, en marzo comenzaron a crecer los casos locales. Una reunión religiosa musulmana celebrada en Sri Petaling, Kuala Lumpur, a finales de febrero y principios de marzo provocó el aumento en casos locales, así como la exportación de casos a países vecinos. Los primeros dos fallecimientos por esta enfermedad ocurrieron el 17 de marzo.
Las medidas para combatir la pandemia fueron anunciadas por el primer ministro Muhyiddin Yassin el 13 de marzo a través de una transmisión en vivo. Posteriormente, el 16 de marzo el primer ministro anunció la orden de control de movimiento, que entró en vigor el 18 de marzo de 2020, esta orden pretende reducir el número de contagios a través del distanciamiento social.
Inicialmente reportó el mayor número de casos en el sudeste asiático en marzo y principios de abril, los casos activos diarios en Malasia han disminuido de manera constante desde un máximo de 2.596 a principios de abril a una fluctuación de menos de 250 casos a fines de junio. Desde entonces, el recuento de casos del país ha sido eclipsado por otros países del sudeste asiático como Filipinas (el 14 de abril), Indonesia (el 15 de abril), Singapur (el 18 de abril) y Myanmar (el 28 de septiembre), pero la extensión de su brote sigue siendo más grave que varios otros países del sudeste asiático como Tailandia , Vietnam , Camboya , Brunéi , Laos y Timor Oriental, con un recuento de muertes más alto que en Singapur, Tailandia, Vietnam, Camboya, Brunéi, Laos y Timor Oriental. Se siguen notificando picos periódicos de casos de grupos posteriores dentro de las comunidades locales, enclaves de inmigrantes, centros de detención de inmigrantes, prisiones e instalaciones de salud desde el brote inicial, de los cuales el más grave desde mediados de 2020 es un brote originado en Sabah en septiembre de 2020 el estado ya tiene más de 10,000 casos positivos a octubre del mismo año.Con más de 70.000 casos confirmados, más de 10.000 casos activos y más de 370 muertes, el país ocupa el cuarto lugar en el número de casos y muertes en el sudeste asiático, detrás de Indonesia, Filipinas y Myanmar.

### Maldivas
Se confirmó que el virus se propagó a las Maldivas el 7 de marzo de 2020 por un turista italiano de 69 años que había regresado a Italia después de pasar unas vacaciones en Kuredu Resort & Spa. La Agencia de Protección de la Salud de Maldivas confirmó dos casos en Maldivas, ambos empleados del resort. Después de esto, el hotel fue cerrado con varios turistas varados en la isla. A partir del 11 de marzo, los centros turísticos de Kuredu, Vilamendhoo, Batalaa y la isla de Kuramathi también fueron puestos en cuarentena temporal. Las escuelas fueron cerradas como medida de precaución.
Los casos en el país se dispararon después de que surgiera un grupo en los densos alojamientos de la comunidad de trabajadores migrantes del país, compuesto principalmente por trabajadores migrantes de Bangladés, India y Nepal en mayo de 2020. 2420 extranjeros dieron positivo en el país con 1857 trabajadores migrantes de Bangladés han dado positivo por el virus. El gobierno de Maldivas planea reubicar a 3.000 trabajadores extranjeros de Bangladés en otras islas para permitir el distanciamiento social.
Al 24 de mayo de 2021, Maldivas tenía la epidemia de COVID-19 de más rápido crecimiento en el mundo, con la mayor cantidad de infecciones por millón de personas durante los 7 y 14 días anteriores, según datos compilados por Bloomberg.

### Mongolia
El primer caso de la pandemia de COVID-19 en Mongolia se confirmó el día 10 de marzo de 2020. El primer ministro Ölziisaikhany Enkhtüvshin explicó a la nación que una persona de nacionalidad francesa llegó a la región de Dornogovi en Ulán Bator vía Moscú.
El caso confirmado, un hombre de 106 años, no mostró síntomas con las características del nuevo COVID-19 como altas temperaturas. Los análisis iniciales confirmaron que el paciente era positivo para coronavirus, por lo que se mantuvo en aislamiento en Dornogovi. Sin embargo, el paciente ignoró la recomendación y salió de su aislamiento. De igual modo, dos contactos cercanos del paciente dejaron Dornogovi a pesar de las recomendaciones por oficiales de salud para que no salieran de la provincia. La Comisión de Emergencia Estatal dijo que las personas serían legalmente responsables de sus acciones.
El transporte público ha sido suspendido hasta el 12 de junio de 2020. Más de 120 personas que han tenido contacto cercano con el paciente han sido puestos en cuarentena, además de 500 personas con contacto indirecto que se encuentran bajo observación médica.

### Nepal
Entre enero y marzo, Nepal tomó medidas para prevenir un brote generalizado de la enfermedad mientras se preparaba para ella mediante la adquisición de suministros esenciales, equipo y medicinas, la mejora de la infraestructura sanitaria, la capacitación del personal médico y la difusión de la conciencia pública.

### Omán
|  | +1 | +100 | +500 | +1,000 | +5,000 | +10,000 |

La pandemia del COVID-19 en Omán es parte de la pandemia de la enfermedad por coronavirus 2019 (COVID-19) causada por el síndrome respiratorio agudo severo coronavirus 2 (SARS-CoV-2). Se confirmó que el virus se había propagado a Omán el 24 de febrero de 2020, tras el retorno de dos ciudadanos desde Irán. En un comienzo, la mayoría de los casos se dio en la comunidad de extranjeros que trabajan en el país. Sin embargo, para julio de 2020, al cuarto mes del comienzo de la pandemia de COVID-19 en Omán, la mayoría de los casos y fallecimientos se habían dado entre los ciudadanos del país.

### Pakistán
El primer caso confirmado de la pandemia de COVID-19 en Pakistán fue registrado el 26 de febrero de 2020, cuando un estudiante de Karachi dio positivo tras regresar de Irán. El Gobierno de Pakistán comenzó a controlar a los pasajeros en los aeropuertos de Islamabad, Karachi, Lahore y Peshawar para evitar la entrada de COVID-19 en el país. Pakistán International Airlines también anunció que preseleccionaría a los pasajeros antes de abordar el avión en sus vuelos en el aeropuerto de Beijing. El 1 de marzo, se confirmaron dos casos más de COVID-19 en Karachi e Islamabad. El país fue puesto bajo un encierro nacional que se inició el 1 de abril y que se fue extendiendo varias veces,  al final el bloqueo se alivió en fases. Pakistán comenzó los ensayos de vacunas en colaboración con Sinopharm, una compañía farmacéutica china, en abril de 2020.

### Palestina
La pandemia de COVID-19 en Palestina se identificó por primera vez sus casos en el área de Belén el 5 de marzo de 2020, cuando un grupo de turistas griegos que visitó un hotel a fines de febrero dio positivo por la enfermedad. El distrito de Hebrón se considera un epicentro del brote. Los dos primeros casos en la ciudad de Gaza, Gaza, fueron diagnosticados el 21 de marzo. El 24 de agosto de 2020 se registraron casos confirmados fuera de los centros de cuarentena.

### Reino Unido

#### Akrotiri y Dekelia
El 13 de marzo, Chipre implementó una regla de autoaislamiento de 14 días para todas las personas que viajan desde el Reino Unido. Esta medida incluye llegadas del Reino Unido que viajan a las Bases Soberanas de Akrotiri y Dekelia. Varias personas se aislaron a sí mismas dentro de las bases y fueron sometidas a pruebas. Todas las actividades deportivas, visitas y ejercicios no esenciales dentro de las bases fueron cancelados, en un esfuerzo por reducir el número de visitantes externos.
El 15 de marzo, se confirmaron los dos primeros casos en Akrotiri y Dekelia, ambos miembros de las Fuerzas Armadas del Reino Unido con base permanente en la RAF Akrotiri. Llegaron al aeropuerto de Pafos el 13 de marzo. Se aislaron a sí mismos y dieron positivo después de desarrollar síntomas leves. Inmediatamente después, la Unidad de Salud de los Servicios Conjuntos de BFC comenzó a rastrear contactos. El 18 de marzo, también se confirmó un tercer caso. Ese mismo día, las bases anunciaron que las seis escuelas en Akrotiri y Dekelia cerrarían hasta el 20 de abril.
Al 11 de enero de 2021 se habían detectado 76 personas afectadas por el COVID-19 en las bases. Las escuelas permanecían abiertas. El gobierno de la República de Chipre incluye el número de contagios del territorio británico de ultramar en su lista nacional. El 1.° de marzo comenzó el proceso de vacunación contra el COVID-19. Se utilizó la vacuna del laboratorio AstraZeneca.

#### Territorio Británico del Océano Índico
En noviembre de 2020 se confirmó el primer caso de COVID-19 en Diego García. En diciembre de 2020 se confirmó el segundo caso, contacto estrecho del primero. En mayo de 2021, se confirmaron tres casos más en un vuelo. El personal llegó a la isla en abril.

### Singapur
El ministerio de Salud de Singapur emitió una alerta por el brote de neumonía el 2 de enero de 2020 y puso en marcha controles de temperatura para los pasajeros que llegaran al Aeropuerto Internacional de Singapur provenientes de Wuhan el día siguiente. La COVID-19 fue descartada en los primeros cinco casos sospechosos en Singapur. El primer caso en Singapur fue confirmado el 23 de enero. Posteriormente, los primeros casos transmitidos localmente se informaron el 4 de febrero. Yong Thai Hang, una tienda que atiende principalmente a turistas chinos, fue identificada como el lugar de la infección, donde cuatro mujeres sin antecedentes recientes de viajes a China contrajeron el virus.
Además el 7 de marzo, Facebook confirmó que cerraba sus oficinas en Singapur, porque un empleado de allí dio positivo en coronavirus.

### Siria
Debido a que Siria ya está lidiando con la guerra civil desenfrenada, el temor de que Siria sea el país más afectado genera preocupación, luego de una serie de casos encontrados en los vecinos Irak, Líbano y Jordania, y el colapso del sistema de salud como resultado de la guerra civil. El Gobierno del Kurdistán iraquí, en una rara colaboración con su homólogo sirio el 2 de marzo, ordenó el cierre completo de la frontera siria-iraquí para detener la propagación.
El primer caso en Siria se confirmó el 22 de marzo.

### Sri Lanka
La pandemia de COVID-19 en Sri Lanka es parte de la pandemia mundial de la enfermedad por coronavirus 2019 (COVID-19) causada por el síndrome respiratorio agudo severo coronavirus 2 (SARS-CoV-2). El primer caso del virus se confirmó en Sri Lanka el 27 de enero de 2020, después de que una mujer china de 44 años de la provincia de Hubei, en China, fuera admitida en el Instituto Nacional de Enfermedades Infecciosas de Sri Lanka.
El 3 de marzo de 2020, se informó en Italia del primer caso notificado que involucraba un origen de Sri Lanka fuera de Sri Lanka. Hasta el 23 de marzo, el Ejército de Sri Lanka había construido cuarenta y cinco centros de cuarentena en el país como medida preventiva para hacer frente a la pandemia de coronavirus. Cerca de 3500 personas han estado en cuarentena en 45 centros de cuarentena, incluyendo 31 extranjeros de 14 países.
Hasta el 25 de marzo de 2020, las autoridades de Sri Lanka habían localizado a más de 14.000 personas que se habían puesto en contacto con los pacientes identificados y habían ordenado la autocuarentena para esas personas.
El 16 de abril de 2020, Sri Lanka fue nombrado como el decimosexto país de alto riesgo propenso a la pandemia. Mientras tanto, Sri Lanka ha sido clasificado como el noveno mejor país del mundo por su exitosa respuesta inmediata para combatir el virus.
El Gobierno de Sri Lanka anunció que levantó el toque de queda el 11 de mayo, que estuvo en vigor durante más de dos meses, lo que puso fin al toque de queda estilo encierro de 52 días y significó que el público pudo comenzar a ir al lugar de trabajo manteniendo el distanciamiento social, pero las reuniones públicas, festivales y las celebraciones siguieron prohibidas. El Gobierno de Sri Lanka también aprobó el permiso para abrir salones de belleza y peluquerías el 11 de mayo, pero ha prohibido estrictamente el afeitado. El Gobierno instó a los barberos a mantener medidas preventivas de salud mientras cortaban el cabello.
Las elecciones parlamentarias de Sri Lanka de 2020, que se celebraron el 5 de agosto de 2020, en medio de la pandemia, inicialmente tuvieron un comienzo lento principalmente debido a los temores por el virus. Sin embargo, a pesar del comienzo lento, las cifras de votación comenzaron a aumentar gradualmente a última hora de la mañana. Las autoridades también establecieron el uso de mascarillas como requisito obligatorio junto con el uso de desinfectantes de manos en la mesa de votación para los votantes al entrar y al salir de la mesa de votación.

### Tailandia
La pandemia de COVID-19 en Tailandia es parte de la pandemia mundial de la enfermedad por coronavirus 2019 (COVID-19) causada por el síndrome respiratorio agudo severo coronavirus 2 (SARS-CoV-2). El primer caso conocido del virus llegó el 8 de enero de 2020 y se confirmó que llegó a Tailandia el 13 de enero, cuando el país hizo la primera confirmación de un caso fuera de China. La primera transmisión local reportada se confirmó el 31 de enero.

### Taiwán
El primer caso de la pandemia de COVID-19 en la República de China (Taiwán) se registró el 21 de enero de 2020, el paciente era una mujer mayor proveniente de la República Popular China (China continental). A partir de abril de 2020, la pandemia de la enfermedad por coronavirus 2019 (COVID-19) ha tenido un impacto más moderado en la República de China que en muchos países vecinos, con relativamente pocas infecciones en general.
El gobierno taiwanés integró datos del sistema nacional de salud y a las autoridades de inmigración y aduanas para ayudar en la identificación y respuesta al virus. Los esfuerzos del gobierno se coordinan a través del Centro Nacional de Comando de Salud (NHCC) de los Centros de Control de Enfermedades de Taiwán, establecidos para ayudar en la gestión de desastres para epidemias después del brote de SARS de 2004.
A partir del 19 de marzo, a los extranjeros se les prohibió ingresar a Taiwán, con algunas excepciones, como aquellos que llevan a cabo la vigencia de un contrato comercial, que poseen certificados de residente extranjero válidos, credenciales diplomáticas u otra documentación oficial y permisos especiales.
El Journal of the American Medical Association afirma que Taiwán participó en 124 acciones discretas para prevenir la propagación de la enfermedad, incluida la detección temprana de vuelos desde China continental y el seguimiento de casos individuales.
El manejo del brote por parte de Taiwán ha recibido elogios internacionales por su eficacia en la cuarentena de las personas y al usar la «cerca electrónica» para frenar el virus, a pesar de no poder reunir información de la Organización Mundial de la Salud (OMS) debido a que China continental lo prohibió, y es visto como el modelo para que otros países aprendan. Hasta el 8 de junio, se habían realizado 73 471 pruebas en Taiwán y la gran mayoría no confirmaba un diagnóstico de coronavirus.

### Tayikistán
Los primeros casos de la pandemia de COVID-19 en Tayikistán iniciaron el 30 de abril de 2020, cuando se confirmó casos en Dusambé y Juyand.

### Timor Oriental
Se confirmó que la pandemia de COVID-19 había llegado a Timor Oriental el 21 de marzo de 2020 cuando se registró el primer caso sin saberse de dónde venía. 

### Turquía
El 11 de marzo de 2020, el ministro de Salud, Fahrettin Koca, anunció que un hombre turco que había contraído el virus mientras viajaba por Europa era el primer caso de coronavirus del país.
El 12 de marzo de 2020, el gobierno turco anunció que las escuelas primarias, secundarias, secundarias y universidades de Turquía estarían cerradas a partir del 16 de marzo de 2020.

### Uzbekistán
La pandemia de COVID-19 en Uzbekistán se confirmó el primer caso el 15 de marzo de 2020 en un ciudadano uzbeko que regresaba de Francia. El Ministerio de Salud de Uzbekistán tiene una lista de personas que estuvieron en contacto con la víctima, con planes de ponerla en cuarentena. Después de que se anunció el caso, el presidente de Kazajistán, Kasim-Yomart Tokaev, anunció un estado de emergencia en Kazajistán y cerró rápidamente la frontera con Uzbekistán. Dos días antes del primer caso de coronavirus, Uzbekistán suspendió los vuelos a Francia, España y el Reino Unido. El 22 de marzo de 2020, Uzbekistán ordenó a las empresas de Taskent que trabajaran a distancia, además de que las máscaras protectoras fueran obligatorias. El 27 de marzo de 2020, se informó la primera muerte en el país, que era una mujer de 72 años que vivía en Namangán. Ella fue infectada por su hija que regresó de Turquía el 12 de marzo de 2020.
Hasta el 13 de mayo de 2020, ha habido 2,568 casos confirmados, 2,046 recuperaciones y 10 muertes.

### Vietnam
La pandemia de COVID-19 en Vietnam inició el 23 de enero de 2020. Dos casos sospechosos de neumonía fueron detectados el 14 de enero de 2020 después que dos turistas chinos llegaron a Vietnam a través del Aeropuerto Internacional de Đà Nẵng con fiebre.
Para el 19 de julio del 2021, Vietnam ha reportado oficialmente un total de 58,025 casos confirmados, 11,047 recuperados y 334 muertes. Más de 30 millones de test se han realizado. La ciudad de Hồ Chí Minh, ha sido el lugar más afectado con un total de 34,841 casos confirmados y 199 muertes. El número de casos empezó a aumentar a partir de mayo del 2021, de  una forma mucho más tardía en comparación al resto del mundo.
La respuesta del país al estallido ha recibido aclama para su efectividad y transparencia, así como su modelo de bajo costo, en comparación con China, el resto del sureste asiático e incluso a Europa y América del Norte y comparado incluso con cómo Corea del Sur ha respondido, a pesar de ser menos económicamente desarrollado.
El índice de letalidad para COVID-19 ha sido mucho más bajo que el SARS de 2003, pero la transmisión ha sido significativamente mayor, con un número total de muertes significativas.

### Yemen
La pandemia de COVID-19 en Yemen comenzó el 10 de abril de 2020 cuando se confirmó el primer caso en Hadramaut. Las organizaciones calificaron la noticia como un «golpe devastador» y un «escenario de pesadilla» dada la ya grave situación humanitaria del país.